# ソラ豆琴美
ソラ豆 琴美（ソラまめ ことみ、1992年5月20日 - ）は、日本のタレント、歌手、女優、グラビアモデル、ライブアイドル。神奈川県出身。2013年1月までの芸名は杉田琴美。キャッチフレーズは「アキバのうたのおねいさん"ことみゅー"ことソラ豆琴美です(*^^*)」。

## 来歴

### マーベルエール所属 - 引退
2011年8月26日、恵比寿LIVE GATEで開催された、アキバ系アイドルプロダクション「マーベルエール」主催のイベント「AGEAGE☆IDOL☆MIX! vol.29」でアイドルとしてデビュー。
ソロ活動以外では、森永まみ、桜田麻乃とともに「TEAM雪月花(第3期)」、桜田とともに「CandyDolls」、ローズオンラインの企画で誕生した「Seven☆Hearts」というユニットでも活動した。
2013年1月17日に芸名をソラ豆琴美に改名。2014年2月には「TSUTAYAプリンセス2014」で総合ランキング3位となり、グランプリを受賞。2015年2月、マーベルエールを卒業し、3月からアミックエンターテインメントに所属。
2016年1月11日のワンマンライブ『みゅーたちズッ友〜幸せの種まき〜』をもって芸能界を引退。引退については、「やむを得ない事情で芸能活動が出来なくなった」という。

### 活動再開

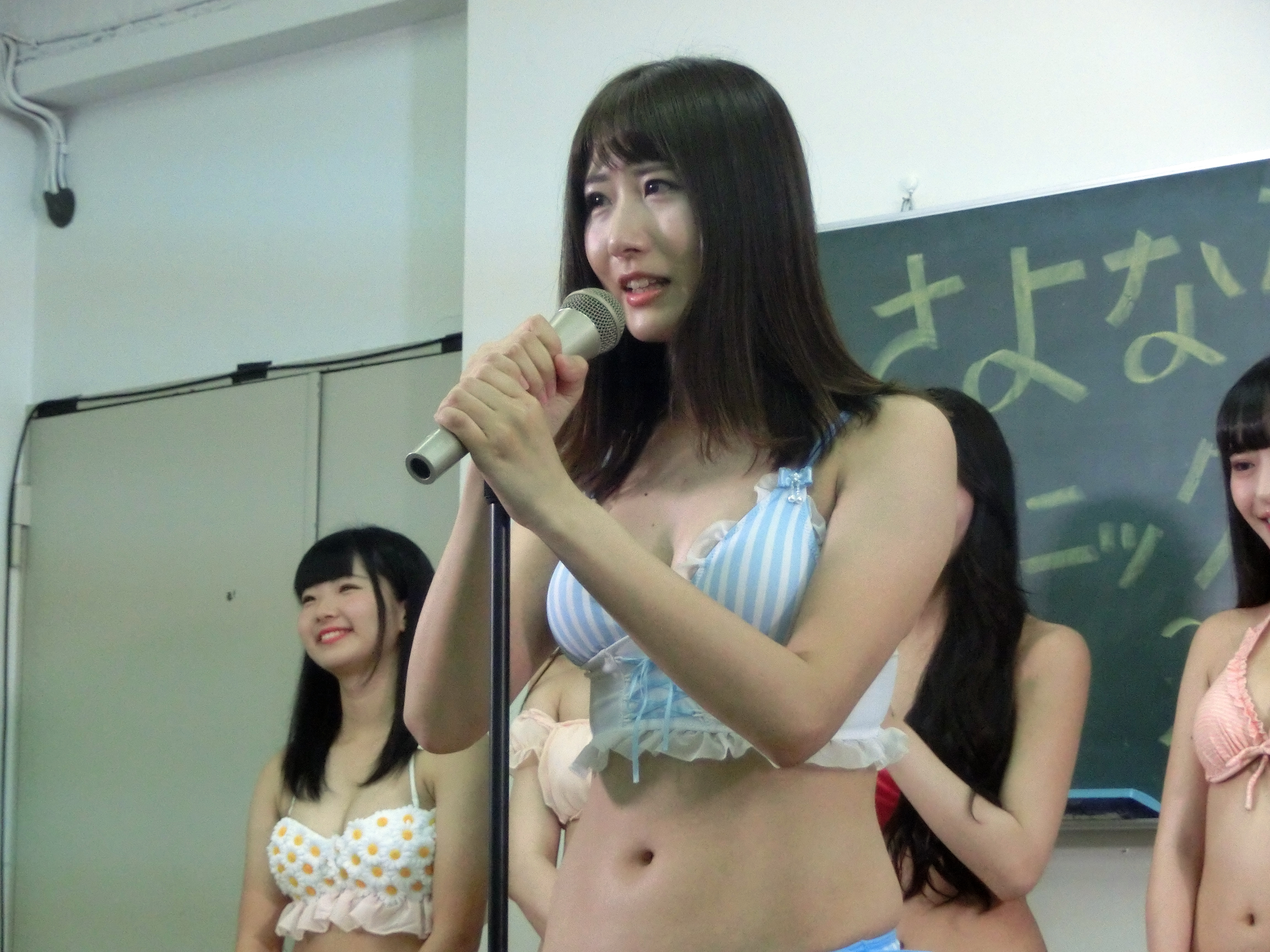
「第4回ミスジェニック候補生ラストイベント」にて

2017年4月より『土曜の夜は尻上がり!「ピーチゃんねる」』 (AbemaTV)にイメージガール「シリタガール(第3期)」として出演。5月7日に渋谷のライブハウス「初台DOORS」にて活動再開ライブを行う。11月1日、サンスポアイドルリポーター(SIR)7期候補生に選出され、2018年1月22日までチームプチエンジェルとして活動する。2018年7月29日より、志之田佳林とのアイドルユニット「S☆M教団」の教祖として活動。
2019年5月24日、mysta主催「ミスジェニック2019」のファイナリストに選出され、第3位。2020年6月19日、ミスiD2021にエントリーし、カメラテスト進出。2021年7月5日、第3回「ミス日本のゆかた2021」(NPO法人日本文化協会主催)でグランプリに選ばれる。
2022年9月、錦織めぐみ（現・詩之本めぐみ）とアイドルユニット「マリーメトロノーム*」を結成。マリーメトロノーム*は2023年4月にメンバーを増やし、グループ体制となった。2024年8月現在はソラ豆、口石めぐみ、ちっぱる、郷咲あやね、七瀬いづみの5人で活動。
2024年10月21日、SNSにて緊急入院したことをマネージャーが報告。

## 人物
アイドルデビューのきっかけは、「松本香苗」が出演していたテレビを観ていたことがきっかけとなっている。
芸名の由来は、4文字名字に憧れがあり鼻歌まじりに四文字言葉を考えていたところ、そらまめが気に入ったのでそらまめに決めた。ソラがカタカナなのは、画数占いでソラ豆と決めたため。
猫を飼っており、名前を「こまめ」、「ゆば」、「ふたば」、「よつば」と名付けている。
虫好きでもあり、ゴキブリや寄生虫にも抵抗が無いので出演タレントにひかれてしまう事がしばしある。また兄に家にいたナメクジをつぶされた時はショックで泣いてしまうほど虫の類が好きだという。
アイドルを始めた当初から生活苦で、多摩川で釣った魚や野草を食べて生活していた時期もあった。
母校は日本工学院であり、2013年のMs.＆Mr.かまたキャンパスコンテストではファイナリストに選出された。翌年は特別審査員として呼ばれている。
2024年からは実母がめにぱらの姉妹ユニット「ママぱら」のママめとして活動を開始。生誕祭や周年ライブなどでは親子共演も行われている。

## ディスコグラフィー

### 音楽CD

#### オリジナル曲（全国流通CD）
1. 発芽たいそう第1
  1. 発芽たいそう第1
  2. 忠実な努力が実を結ぶ

#### オリジナル曲（CD-R）
1. 天才☆くおりてぃ。 (2011年12月)
  1. 天才☆くおりてぃ。
  2. ワタシとキミ 〜鳥かごラブソング〜
2. ウェンディ☆ (2012年3月)
  1. ウェンディ☆
  2. ミルクコーヒー
3. ナツユメ (2012年8月)
  1. ナツユメ
  2. 満天星空
4. いっしょにあそぼ♪ (2013年1月17日)
  1. いっしょにあそぼ♪
  2. forever，
  3. 登場行進曲〜おゆうぎの時間だよー！〜
5. ハーイ！てんしょんっっっ (2013年5月15日)
  1. ハーイ！てんしょんっっっ
  2. 君は空、僕は星
6. あした天気になぁれ！ (2013年12月7日)
  1. あした天気になぁれ！
  2. 忠実な努力が実を結ぶ
7. ひらりひらり
  1. ひらりひらり
  2. Midoliume
8. す、スキっ!!…やきっ///
  1. す、スキっ!!…やきっ///
  2. ちいさなしあわせ
9. めっちゃたこ焼きやなんえ！
  1. めっちゃたこ焼きやねん！
  2. ミュータンスシンドローム
10. ほっぷすてっぷちゅっちゅっちゅっ♡
  1. ほっぷすてっぷちゅっちゅっちゅっ♡
  2. Re:start〜もう一度〜
11. FLOWER CHANCE!!
  1. FLOWER CHANCE!!
  2. わがままBoyfriend

#### TEAM雪月花

##### オリジナル曲（CD-R）
1. ラブアクセレーション (2012年3月)
  1. ラブアクセレーション
  2. チャイム
2. 参上☆TEAM雪月花 (2012年3月)
  1. 参上☆TEAM雪月花
  2. いたずら好きのキューピット
3. 小さな恋の歌 (2012年8月)
  1. 小さな恋の歌
  2. あなたに届けたいよ。

#### シリタガールズ
1. 合言葉は尻上がり
2017年7月に行われた『土曜の夜は尻上がり！「ピーチゃんねる」』公開収録 ピーチゃんねる1周年イベントで発売された。
  1. 合言葉は尻上がり
  2. 合言葉は尻上がり-off vocal-
2. アラサーでララバイ
2017年9月18日、ライブイベント「オトタノ」で発リリース。

### ソラ豆盛り合わせ〜大盛り無料〜
2016年1月に行われたソラ豆琴美ワンマンライブで発売された、新曲3曲を含むベストアルバム（2枚組）とDVD・写真集・ポスターのセットボックス。
KOTOMI SORAMAME BEST CD-SET
DISC1
1. 登場SE
2. こまめに愛して
3. ナツユメ
4. いっしょにあそぼ♪
5. ウェンディ☆
6. 幸せの種
7. ハーイ！てんしょんっっっ
8. 忠実な努力が実を結ぶ
9. 満天星空
10. 君は空、僕は星
11. forever

DISC2
1. ひらりひらり
2. ほっぷすてっぷちゅっちゅっちゅっ♡
3. めっちゃたこ焼きやねん！
4. ミルクコーヒー
5. Midoliume
6. す、スキっ!!…やきっ///
7. ミュータンスシンドローム
8. Re:start〜もう一度〜
9. ちいさなしあわせ
10. ずっとおねいさん
11. あした天気になぁれ！

### 配信シングル
- チアわせムービー (2019年9月5日、ポニーキャニオン) - ミスジェニックのメンバーとして[25]

### イメージDVD
- スキスキ絶頂ラブホリック (2018年2月23日、グラヴィス)[26]
- スパイ大作戦 Mission Impossible (2018年12月21日、グラヴィス)[27]
- 蜜恋 (2020年9月30日、グラヴィス)

## 主なライブ
| 日程           | タイトル・イベント名                                           | 会場                     | 備考                                                                                    |
| -------------- | -------------------------------------------------------------- | ------------------------ | --------------------------------------------------------------------------------------- |
| 2011年8月26日  | AGEAGE☆IDOL☆MIX! vol.29                                        | 恵比寿LIVE GATE          | デビューライブ                                                                          |
| 2011年11月13日 | MarvelYell創立10周年記念感謝ライブ                             | 吉祥寺SEATA              | MarvelYellの全体ユニット「TEAM☆MARVELYELL」のオリジナル曲「ツーテールとパニエ」に参加。 |
| 2012年7月18日  | ことみゅーといっしょ〜願いが叶うふしぎなちょうちょ〜           | 秋葉原ROCKET GATE        | 初の主宰ライブ                                                                          |
| 2013年1月17日  | ことみゅーといっしょ〜みゅー脱皮ズラ!!成人すぺしゃる〜         | 秋葉原ROCKET GATE        | このライブで芸名をソラ豆琴美に改名。                                                    |
| 2013年5月15日  | ことみゅーといっしょ〜S☆Hすぺしゃる〜                          | 渋谷CLUB CRAWL           |                                                                                         |
| 2013年12月7日  | ことみゅーといっしょ〜マーベル幼稚園のくりすますおゆうぎ会!?〜 | 渋谷CLUB CRAWL           |                                                                                         |
| 2014年4月27日  | CandyDolls主宰ライブ                                           | 渋谷CLUB CRAWL           | CandyDolls主宰                                                                          |
| 2016年1月11日  | みゅーたちズッ友〜幸せの種まき〜                               | 初台DOORS                | 芸能界引退ライブ                                                                        |
| 2017年5月7日   | 帰ってきた!みんなだいすき! \オレもー/                          | 初台DOORS                | 活動再開ライブ。昼夜公演。                                                              |
| 2017年5月7日   | 復活!みゅーたちズッ友〜幸せの花探し〜                          | 初台DOORS                | 活動再開ライブ。昼夜公演。                                                              |
| 2018年7月14日  | ソラ豆琴美カワイソウLIVE!2018                                  | 滋賀U STONE              | ワンマンライブ。アイドルユニット「Ref」の逢沢まひる、まあさがゲスト。                   |
| 2018年7月15日  | コズゼリヤ+ vol.5                                              | 日本橋Quai               | 初の大阪遠征ライブ                                                                      |
| 2021年2月19日  | まめちゃんといっしょ                                           | 五反田G2                 | [ 31 ]                                                                                  |
| 2022年5月22日  | まめちゃん30th Anniversary                                     | 五反田G2                 | 昼夜公演                                                                                |
| 2022年9月29日  | KAWASAKI RAGAZZE☆FESTA（らが☆ふぇす）                          | CLUB CITTA'              | マリーメトロノーム*デビューライブ                                                       |
| 2022年10月16日 | ときめき♡マメメリアル                                          | AKIHABARA TwinBox GARAGE | マリーメトロノーム*主催ライブ                                                           |
| 2023年5月6日   | LIVE-ATTACK!!〜番外編 GWファイナル!                            | 仙台榴岡公園 野外音楽堂  | ずんだ茜（高宮茜）とのユニット「まめつぶ姉妹」としての出演                              |
| 2024年4月24日  | 君と結婚記念日1st anniversary                                  | 初台DOORS                | マリーメトロノーム*新体制1周年記念ライブ。山本圭壱、mckjがゲストとして登場。            |

## 出演

### テレビ番組
- 極楽山本・ロンブー亮の ARIGATEENA TV (2020年10月 - 、テレビ埼玉)

#### 過去
- バナナマンのテイテン! (2012年5月14日、NOTTV)
- アイドルだらけの水泳大会2014 (2014年7月28日・8月20日、Pigoo)
- 革命！グラドル新党 (#13 2014年8月4日、#16 2014年11月3日、#18 2015年1月5日、Pigoo)
- 土曜の夜は尻上がり!「ピーチゃんねる」 (2017年4月 - 2018年6月30日、AbemaTV)
- 邪道だらけの夜の大運動会2018 (2018年4月30日 - 5月1日、AbemaTV AbemaSPECIAL2)
- カンニング竹山の土曜The NIGHT (2018年7月8日、8月25日、12月16日、AbemaTV)[37]
- とれたてミスジェニック (2019年7月3日 - 9月24日、TOKYO MX)[38][39]
- 東京オーディション (仮) (2019年12月 - 2020年6月30日、TOKYO MX)

### ラジオ
レギュラー番組
- Saturday Music Power〜Next Stage〜 (2019年1月19日 - 、レインボータウンFM) - 出演:S☆M教団、まーやP

### 雑誌・書籍
- 『インディーズ・アイドル名鑑』（2012年8月21日、東京キララ社/河出書房新社）
- 『月刊コミック アース・スター』 (2013年10月・12月)
- 『アキバでロマンス〜アイドルと一緒に学ぶオタ芸〜』（2013年12月18日、スコラムック）

### 舞台
- K.B.S.Project「超青春コメディ合唱ミュージカル『SING!』[40]」 - 高杉瑠奈 役
  - 東京公演（2013年6月5日 - 9日、池袋・東京芸術劇場シアターウエスト）
  - 大阪公演（2013年6月14日 - 15日、大阪弁天町・世界館）
- アリスインシアター「ラフィン〜笑いの免許証〜[41]」月組（2013年1月30日 - 2月3日、池袋・シアターKASSAI） - 浜口銀子 役
- アリスインプロジェクト「おうちに帰るまでが遠足です[42]」星組（2014年7月10日 - 13日、池袋・シアターKASSAI） - 瀬戸エリ 役
- タンバリンステージ×アリスインプロジェクト「戦国降臨ガール・ReBirth(リバース)[43]」（2014年10月29日 - 11月3日、品川・六行会ホール） - 望月望 役
- フォーエスエンタテインメント「リーディング&ライブ ときめきステーショナリーズ」 - ゲシュタルト・ホウカイ 役
  - First Stage[44]（2019年4月5日 - 19日、渋谷・DESEO mini with VILLAGE VANGUARD）
  - Girls Style[45]（2019年7月27日、御茶ノ水・神田明神文化交流館 EDOCCO STUDIO）
- DADS企画「シーラカンス・アピアランス[46]」（2019年9月25日 - 30日、新宿・スターフィールド） - エディス 役
- 堀有里プロデュース「菅生ゼミ休講のお知らせ（再演）[47]」B組（2019年11月1日 - 5日、新宿スターフィールド） - 桃瀬（ももぴっぴ） 役
- フォーエスエンタテインメント「リーディング&ライブ ときめきステーショナリーズ2」 - かぐや 役
  - 初演[48]（2020年2月22日 - 23日、池袋オペラハウス）
  - 再演[49]（2020年6月27日 - 28日、五反田・G SQUARE）
- アリスインプロジェクト「アリスインデッドリースクール 永遠[50]」（2020年4月1日 - 2日、新宿・シアターブラッツ） - 堂本千十合 役
- SHOWMAN'S×フォーエスエンタテインメント「ときめきステーショナリーズ〜かくかくしかじか大作戦!〜[51]」（2020年7月10日 - 11日、新宿角座） - ジェームズ英間 役
- 彩才女組「晴天に雨2020 〜あのコと私。〜」（2020年12月12日 - 13日、五反田G5） W主演 テンコ 役
- フォーエスエンタテインメント「雨降る正午、風吹けば」雨組（2021年2月21日 - 23日、五反田G2） - 風子 役[52]
- 堀有里プロデュース「菅生ゼミ休講のお知らせ 3期」 (2021年3月31日 - 4月11日、スターフィールド劇場） - 桃瀬（ももぴっぴ） 役
- カラスカ「ナースの推しごと[53]」（2021年7月14日 - 18日、上野ストアハウス） - 佐倉ことり 役
- フォーエスエンタテインメント「ときめきステーショナリーズ朗読劇 グランドサマーメモリーズ」 （2021年7月21日 - 23日、五反田G5）- 油田屋マキ 役
- フォーエスエンタテインメント「匣の中」（2021年9月3日 - 5日、五反田G2） - アイン 役
- フォーエスエンタテインメント・ぷらもカンパニー 「早稲田の中心でROCKを叫べ！！ 略してワセチュウ！」(2021年10月1日 - 10月3日、早稲田RiNen) - 笠井未華子 役
- Capella2.5企画「三学演義2021〜三国志教育プログラムが導入された学校で三国統一を目指します![54]」赤壁チーム（2021年12月1日 - 4日、池袋・シアターグリーン BIG TREE THEATER） - 主演 双葉・イェリエル・乃愛 役
- フォーエスエンタテインメント「晴天に雨2021 〜あのコと私。〜」（2021年12月10日 - 12日、五反田G5） - W主演 テンコ役
- フォーエスエンタテインメント ときめきステーショナリーズ READING LIVE「デッド・アンド・アライブ」（2022年1月25日 - 27日、五反田G5） - 宝刀美羅乃 役
- 三栄町LIVE ×くろばら少女地獄 「Gothic Lolita Fantasia」A班（東京・2022年5月25日 - 6月7日、三栄町 LIVE STAGE） （札幌・2022年6月15日 28日、シアターKASSAI）
- 莢の中企画「匣の中」（2022年11月3日 - 6日、新宿コフレリオシアター） - アイン 役[55]
- フォーエスエンタテインメント ときめきステーショナリーズ「リメンバー・マイ・ラブ」（2022年11月25日 - 27日、GOTANDA G3） - 宝刀美羅乃役
- フォーエスエンタテインメント「晴天に雨 〜聖夜の祭囃子〜」（2022年12月14日 - 18日、学芸大学・千本桜ホール） - テンコ 役
- フリスティエンターテインメント「ゴーストシスターズ![56]」（2023年2月8日 - 12日、池袋・シアターKASSAI） - 春日早智子 役
- 蜂巣和紀単独コント公演『蜂巣祭〜2023春の陣〜』「快便戦隊うんこマン2〜さよならうんこマン〜」（2023年3月2日 - 5日、赤坂CHANCEシアター）
- 三栄町LIVE×くろばらしょうじょじごく「誤解のBar」（2023年5月16日 - 30日、三栄町 LIVE STAGE、6月8日 - 11日、札幌・シアターZOO）
- 蜂巣和紀単独コント公演『蜂巣祭〜2023秋の陣〜』「想〜ナカマナミダ〜」（2023年11月5日、赤坂CHANCEシアター） - ゲスト出演[57]
- 劇団バルスキッチン「どぎまぎメモリアル 〜まぎまぎブルーver.〜」[58]（3月27日 - 3月31日、高島平・バルスタジオ）
- 蜂巣和紀単独コント公演『蜂巣祭第1回本公演』「快便戦隊うんこマンTHE FINAL〜うんこマンよ永遠に〜」（2024年9月19日 - 23日、新宿スターフィールド） - 尿結石様 役[59]
- フォーエスエンタテインメント「絆のTWiLight!」（2025年7月9日 - 13日、中野Studio twl）[60]

#### 降板
- 劇団バルスキッチン「歌舞伎町ビターナイト」[61]（2024年10月23日 - 27日、高島平・バルスタジオ） - 早乙女瑠衣 役 ※体調不良により降板[62]。

### DVD
- 『アキバ忍者大戦2013－激闘－』 (2013年9月) - ドラマ

### その他イベント
- 第47回かまた祭 Mis.&Mr.コンテストinかまた! (2012年11月) - ファイナリストとして参加
- 横浜開港仮装パレード (2013年5月)
- ニコニコ神社2014 (2014年1月) - 巫女さんとして参加
- ミス・ミスター日本のゆかたリアルイベント「ゆかたの集い」(2022年11月18日、渋谷・シダックスカルチャーホール)[63][64]
- UTA-EXPRESS (2024年3月17日、日本橋・綿商会館)[65]
- TOKYO CREATIVE SALON2024 SAKURA COLOR (2024年3月20日、日本橋・コレド室町仲通り)[66]
- コスホリック41（2025年5月18日、さいたまスーパーアリーナ）[67]